# Пейзажная живопись в изобразительном искусстве Ленинграда
Ленинградская пейзажная живопись — устоявшееся понятие, относящееся к живописи как к одному из видов изобразительного искусства Ленинграда 1917-1990 годов и охватывающее творчество нескольких поколений художников Ленинграда в жанре пейзажа. Одно из наиболее значительных явлений в российской советской пейзажной живописи XX века.

## 1917—1930 годы
В 1920-е годы пейзаж в изобразительном искусстве Петрограда — Ленинграда развивался под влиянием перемен, вызванных революцией и социальным переустройством общества. Художники обращались к новым темам, к поискам новой художественной формы, опираясь на традиции и опыт русской и европейской пейзажной живописью второй половины XIX — начала XX века.
В петербургском искусстве конца XIX — начала XX века развитие пейзажной живописи было связано с именами А. И. Куинджи, А. А. Рылова, Н. Н. Дубовского, А. А. Киселёва, Д. Н. Кардовского, К. И. Горбатова, К. Я. Крыжицкого, Н. К. Рериха, В. И. Зарубина, И. И. Бродского, Я. И. Бровара, А. П. Остроумовой-Лебедевой и рядом других. Первые пятеро из этого списка были академиками живописи и крупными педагогами, руководившими в разное время пейзажными мастерскими Академии художеств.
Первой тематической выставкой послереволюционного периода, открытой 8 декабря 1918 года в Петрограде, стала выставка «Русский пейзаж» при участии 109 художников, в том числе А. Н. Бенуа, Б. Д. Григорьева, Б. М. Кустодиева, А. Е. Карева, И. И. Бродского, А. А. Рылова, Н. И. Альтмана, К. С. Петрова-Водкина, З. Е. Серебряковой, А. Я. Головина, Г. С. Верейского, А. Е. Яковлева, С. Ю. Судейкина и других. Экспонировалось свыше 350 произведений.

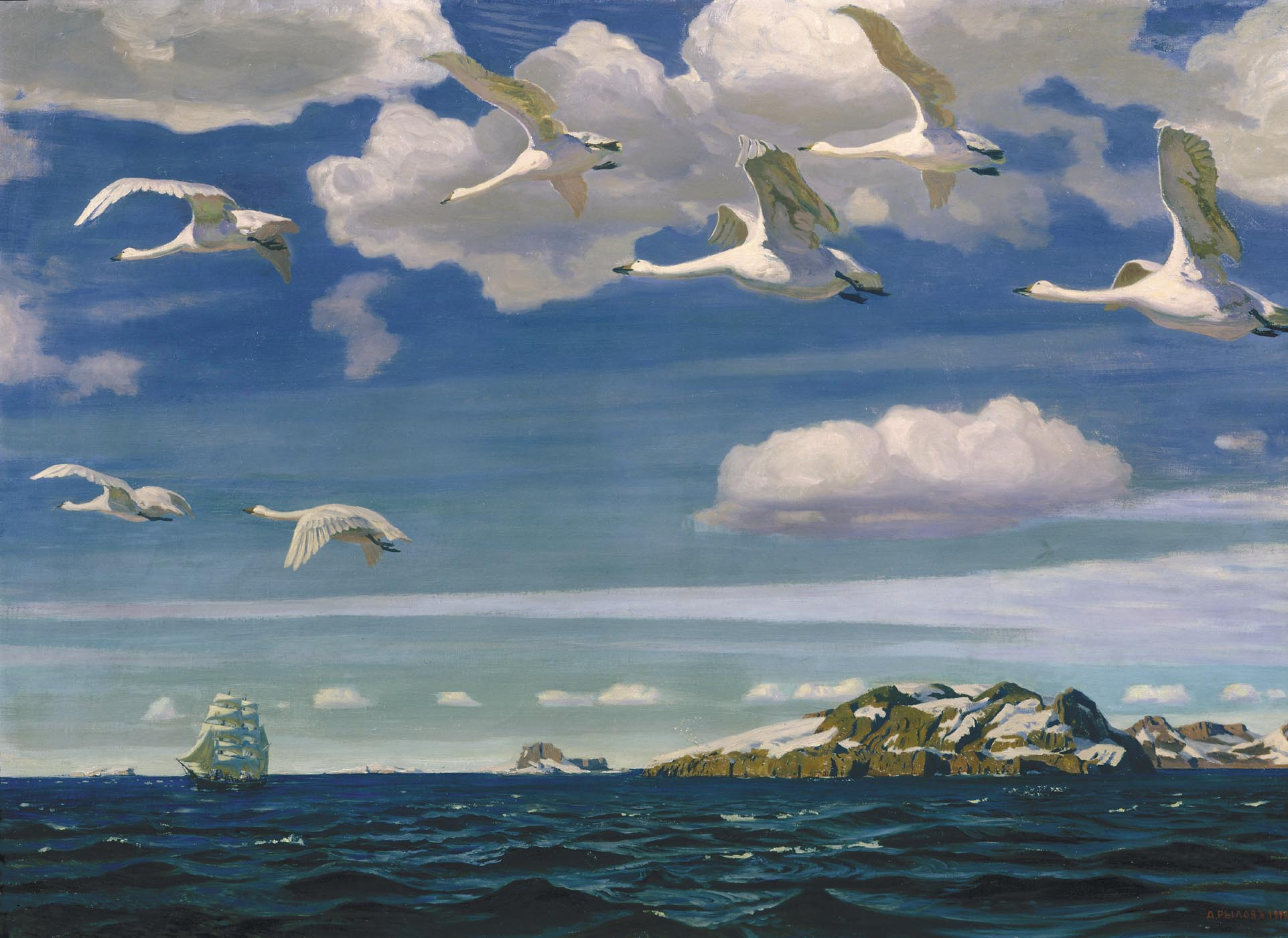
А. Рылов. В голубом просторе. 1918. ГТГ

А. А. Фёдоров-Давыдов ставит картину А. А. Рылова «В голубом просторе» (1918, ГТГ) в ряд произведений, «с которых принято обычно начинать историю советской живописи». Мир природы, переданный автором, откликался и на настроения, царившие в обществе, и на сугубо личные переживания человека. Оптимистический, жизнеутверждающий строй картины был характерен для представлений той части творческой интеллигенции, которая приветствовала революцию, и, подобно Рылову, с первых дней стала работать с новой властью. Революционная обстановка и ожидание перемен, подсказавшие автору замысел произведения, сами получили в нём яркое образное воплощение.
В дальнейшем творчеству А. А. Рылову также будет свойственно стремление к пейзажу-картине «большого стиля». Это было созвучно и исканиям молодых представителей ленинградского искусства 1920-х, в частности, «круговцев», не только в пейзаже, но и в жанре портрета и тематической картины. А. А. Фёдоров-Давыдов трактует картину Рылова как «героический исторический пейзаж, позволяющий автору свободно передать свои мечты, выразить широкие чувства и общие переживания».
Будучи учеником А. И. Куинджи, Рылов сам до конца жизни преподавал в ЛИЖСА, где наряду с такими мастерами этого жанра как Д. Н. Кардовский, А. Е. Карев и другими заложил традиции ленинградской пейзажной живописи, раскрывшиеся в полной мере в творчестве художников послевоенного периода.

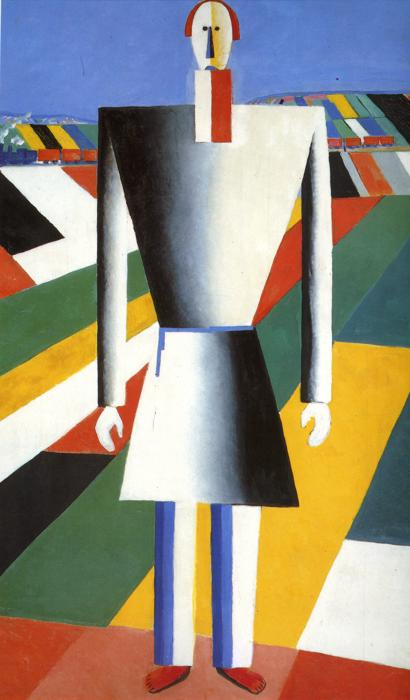
К. Малевич. Крестьянин в поле. 1932. ГРМ

В 1920-е годы наряду с А. А. Рыловым в Петрограде—Ленинграде в жанре пейзажа работали такие мастера, как А. Е. Карев, О. Э. Браз, К. И. Горбатов, Р. Р. Френц, Г. С. Верейский, С. А. Павлов, Я. И. Бровар, М. В. Добужинский, Ю. Ю. Клевер, О. Ю. Клевер, Н. А. Ионин, Г. И. Гидони, А. И. Кудрявцев, А. Б. Лаховский, В. П. Белкин, В. В. Пакулин, А. П. Почтенный, А. И. Русаков, Г. М. Бобровский, Н. И. Дормидонтов, И. И. Бродский, Н. Бубликов, С. А. Власов, М. Г. Платунов, А. И. Чугунов и другие. Работы этого периода дают представление о разнообразии и особенностях развития жанра. Среди них «Крюков канал» (1921, ГРМ) Р. Р. Френца, «Окно», «На Большом проспекте Васильевского острова» (обе нач. 1920-х, ГРМ), «Васильевский остров» (1927), «Дворик» (1927) Г. С. Верейского,  «Туманное утро» (1921) А. И. Кудрявцева, «Жизнь на Пскове» (1919), «Вид Новгорода», «Пейзаж» (обе – 1921, ГРМ) К. И. Горбатова, «Летняя ночь за Нарвской заставой», «Василеостровский пейзаж», «Март» (все – 1923) С. А. Павлова, «Новгородский пейзаж» (1925, ГРМ) Н. А. Ионина, «Бельведер в Петергофе», «Петергофский Большой дворец» (обе 1929) С. А. Власова, «Зима» (1921, ГРМ), «К весне» (1926, ГРМ), «Аллея парка», «На террасе» (обе - 1930) И. И. Бродского, «Свежий ветер» (1925), «День догорает» (1927) Н. Бубликова, «Окраина Ленинграда. Музыканты» (1928), «Лыжница» (1920-е) Н. И. Дормидонтова, «Демонстрация у завода», «Андреевский рынок» (обе -1926, ГРМ) А. Е. Карева, «Михайловский сад», «Сквер» (обе – 1927) А. И. Чугунова, «У Певческого моста», «Фонтанка у Летнего сада» (обе – 1920, ГРМ) А. Б. Лаховского, «Лесная река» (1929, ГРМ) А. А. Рылова и многие другие.
Наиболее широко пейзаж был представлен на выставках «Общество имени А. И. Куинджи», Общество художников-индивидуалистов, «Общины художников», группы «Шестнадцать», прежде всего, в работах воспитанников академической школы. Индустриальный пейзаж более активно разрабатывался художниками АХРР и «круговцами» с их декларируемой устремленностью к новому "стилю эпохи". Особняком в 1920-е годы стоит пейзаж в супрематических работах К. С. Малевича («На жатву» 1929, «Крестьянин в поле» 1929, «Пейзаж с белым домом» 1929, все – ГРМ) и некоторых художников его круга.

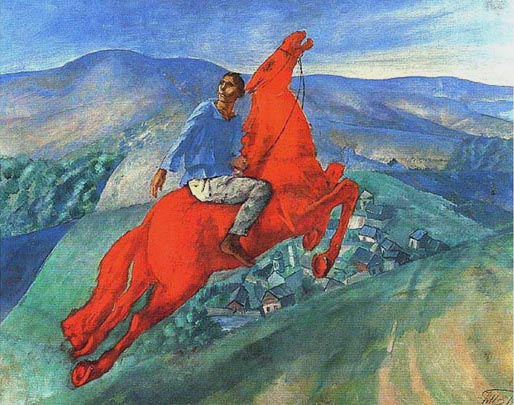
К. Петров-Водкин. Фантазия (Всадник на красном коне). 1926

Развернувшаяся в 1920-е годы борьба за верховенство между представителями разных групп и течений, за первенство в отражении искусством новой советской действительности отодвинула пейзаж на периферию жанров. Его подъём в русской живописи конца XIX - начала XX веков, связанный с творчеством А. И. Куинджи, И. И. Левитана, К. А. Коровина, И. Э. Грабаря, В. Д. Поленова, Н. Н. Дубовского, С. Ю. Жуковского, С. А. Виноградова, В. Н. Бакшеева, Л. В. Туржанского, А. А. Киселёва, П. В. Кузнецова, К. Ф. Богаевского, В. Э. Борисова-Мусатова, сменился в 1920-е годы заметным снижением интереса и некоторым общим упадком. К. С. Петрова-Водкина, И. И. Бродского, Б. М. Кустодиева, Р. Р. Френца и некоторых других ленинградских живописцев привлекает включение пейзажа в качестве активного дополнительного фона к портрету или тематической картине с развёрнутой сюжетной основой. Таковы «Петроградская мадонна» (1918, ГТГ), «Смерть комиссара» (1928, ГРМ), «Фантазия (Всадник на красном коне)» (1926), «Весна» (1935) К. С. Петрова-Водкина, «Масленица» (1919), «Портрет Ф. Шаляпина» (1922, ГРМ) Б. М. Кустодиева, «Ленин на фоне Кремля» (1924) И. И. Бродского, «Футболисты» (1925) Н. И. Дормидонтова, «Уборка ржи» (1935) Ю. Ю. Клевера, «К. Ворошилов на лыжной прогулке» (1937) И. И. Бродского, «Амазонка» (1925) Р. Р. Френца, «Военизированный комсомол» (1933, ГРМ) А. Н. Самохвалова. Конечно, и в этих случаях пейзаж выполняет важную роль, способствуя более глубокому раскрытию замысла, усилению художественной выразительности образа. Однако в силу присущих ему особенностей опосредованно, через состояние природы передавать настроения и переживания человека, он уступает тематической картине и портрету с их способностью прямо обращаться к зрителю по самым важным вопросам современности.

## 1931—1940 годы
В 1930-е ситуация начинает меняться. Об этом говорит, например, экспозиция «Первой выставки картин ленинградских художников 1935 года», развёрнутая в Русском музее. С образованием Ленинградского Союза и прекращением к середине 1930-х открытого противостояния отдельных художественных группировок пейзаж начинает постепенно восстанавливать свои позиции, как в творчестве художников, так и в экспозиционном пространстве ленинградских выставок. У некоторых мастеров, как, например, у В. А. Гринберга, в эти годы происходит смена жанровых предпочтений в пользу пейзажной живописи. Сам по себе этот факт, наряду с заметно более широким представительством пейзажа на ленинградских и некоторых всесоюзных выставках, опровергает бытующие представления о ленинградской живописи 1930-х как полностью зависимой от политического заказа и подмятой идеологическим прессом.
К концу 1930-х можно условно говорить о нескольких линиях развития, обозначивших себя в ленинградской пейзажной живописи. Одну из них представляли художники, опиравшиеся в своём творчестве преимущественно на классические традиции русского пейзажа конца XIX – начала XX века. Обращаясь к современной теме, они раскрывали её на основе системы образов и живописно-пластических приемов, выработанных ведущими мастерами русской и европейской школ рубежа веков. Представителями этой линии были А. А. Рылов, С. А. Власов, П. Д. Бучкин, И. И. Бродский, Г. С. Верейский, Н. Бубликов, Н. И. Дормидонтов, Г. А. Арямнов, А. Е. Карев, А. И. Кудрявцев, В. И. Кучумов, С. А. Павлов, А. Н. Попов, И. В. Петровский, Е. М. Чепцов, Ю. Ю. Клевер, Н. Г. Цириготи, М. Г. Платунов, Б. А. Фогель, А. А. Почтенный, А. И. Чугунов, из более молодых В. И. Викулов, С. Г. Невельштейн с его серией ленинградских пейзажей 1930-х – начала 1940-х годов и другие.

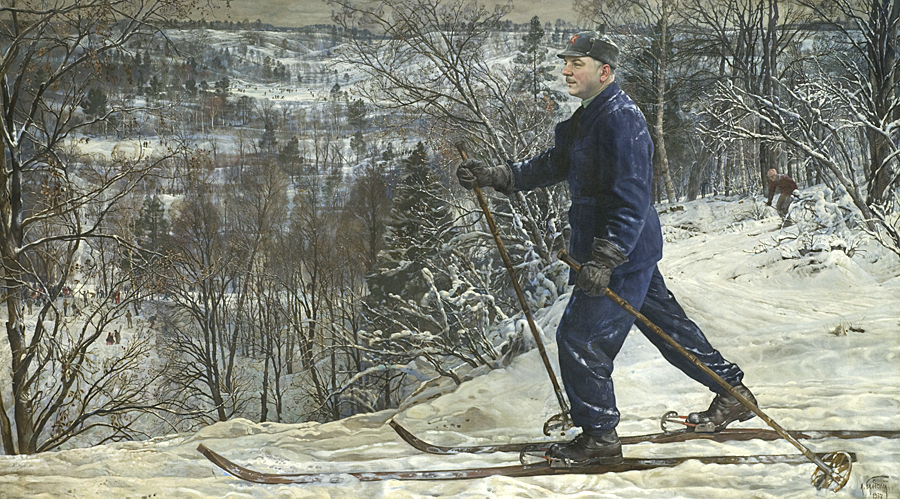
И. Бродский. К. Ворошилов на лыжной прогулке. 1937

Среди созданных ими произведений «Нева» (1934, ГРМ) А. Е. Карева, «В открытом море» (1935) А. И. Кудрявцева«На Неве» (1932, ГРМ), «В зелёных берегах» (1938, ГРМ), «Предвечерняя тишина» (1939, ГРМ) А. А. Рылова, «Осень в Крыму» (1936), «Мокрая дорога» (1937), «Гонка яхт» (1934, ГРМ), «Восход луны над океаном» (1939) Н. Бубликова, «Белая акация» (1935), «В выходной день на Неве» (1937) И. В. Петровского, «Вид Владивостокского порта ночью» (1937), «На Неве» (1939) А. Н. Попова, «Яблони. Акуловка» (1939) Г. С. Верейского, «Ёлка на Дворцовой площади» (1939, ГРМ) В. И. Викулова, «Подготовка новых быков для моста Лейтенанта Шмидта в Ленинграде» (1937, ГРМ) Н. А. Ионина, «Строительство Володарского моста» (1937, ГРМ), «Проспект Пролетарской победы» (1935, ГРМ), «Кавголовский трамплин» (1936, ГРМ) С. А. Павлова, «Лыжники на Неве» (1934, ГРМ) М. Г. Платунова.
Из мастерской И. И. Бродского, основоположника советской «ленинианы», в конце 1930-х вышли художники А. М. Грицай, Б. В. Шербаков, Н. Е. Тимков, крупнейшие пейзажисты середины-второй половины XX века.

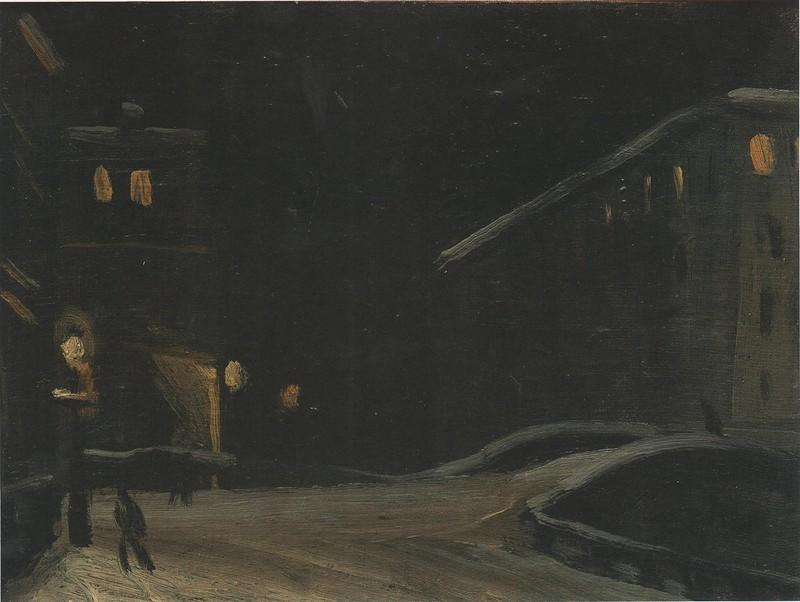
В. Гринберг. Зимняя канавка ночью. 1930-е

Другую линию в ленинградском пейзаже представляла группа художников, не связанных непосредственно с традициями академического искусства.  Их творчество сложилось и достигло своего расцвета в Ленинграде, они работали преимущественно в жанре городского пейзажа, избрав своей темой, в первую очередь, Ленинград. По своим стилистическим особенностям, кругу избранных тем, методу работы они имели немало общих черт. Современная критика связывала их видение пейзажа с освоением достижений новой французской живописи и, в частности, с творчеством художника А. Марке (и потому неофициально именовала их «маркистами» — См. основную статью: Ленинградские маркисты), посетившего Ленинград в 1934 году. Её ведущими представителями были А. С. Ведерников, Н. Ф. Лапшин, В. А. Гринберг, А. И. Русаков, В. В. Пакулин, А. П. Почтенный. Иногда к ним причисляют также Г. Н. Траугота, Б. Н. Ермолаева, Н. Д. Емельянова, Н. А. Тырсу,  А. А. Успенского и некоторых других художников, известных, прежде всего, своими работами в графике. Среди известных работ этих мастеров пейзажа можно назвать «Нева. Петропавловская крепость» (1935, ГРМ), «Сад трудящихся» (1936), «Мойка у Синего моста» (1936) В. А. Гринберга, «Мойка» (1934, ГРМ), «Нева. Первый снег» (1934, ГРМ), «Переход через Неву» (1935, ГРМ), «Синий мост» (1937, ГРМ) Н. Ф. Лапшина, «Лето» (1935, ГРМ) Н. А. Тырсы, «Вид на Невку» (1934, ГРМ), «Тучков мост» (1935, ГРМ), «Канал Грибоедова зимой» (1938) А. С. Ведерникова, «Зимний вечер» (1938, ГРМ) А. И. Русакова, «Стрелка Васильевского острова» (1930-е, ГРМ), «Мариенбургская дача» (1938, ГРМ) А. П. Почтенного и другие.
Ещё одна группа художников, заметных в жанре пейзажа некой условной общностью решений, образовалась из ленинградских учеников и последователей К. С. Петров-Водкина: Н. А. Ионина, В. М. Белаковской, А. Н. Самохвалова, С. В. Приселкова, В. Н. Прошкина, И. Л. Лизака, А. Н. Прошкина, А. В. Шмидта и некоторых других.
Наконец, достаточно многочисленную группу образовывали художники, не примыкавшие явно ни к одной из вышеназванных линий. Сюда же должны быть отнесены молодые художники, недавние выпускники ИЖСА, не успевшие ещё определённо заявить о своей принадлежности к одной из тенденций в развитии жанра. Между тем именно этой группе молодых выпускников Академии, а также тем, кто ещё продолжал учёбу в ней, в средней художественной школе и ленинградском художественно-педагогическом училище, предстояло десятилетием позже включиться в художественную жизнь и представлять своим творчеством послевоенную ленинградскую пейзажную живопись. Среди них были Д. Б. Альховский, Н. И. Андрецов, Е. П. Антипова, Т. К. Афонина, Л. П. Байков, К. С. Белокуров, Л. К. Богомолец, Н. Н. Брандт, В. Г. Вальцев, А. И. Васильев, И. П. Весёлкин, Р. И. Вовкушевский, Н. Н. Володимиров, И. И. Годлевский, Я. А. Голубев, А. Б. Грушко, А. Г. Гуляев, А. Д. Дашкевич, А. Г. Ерёмин, В. А. Жаворонков, Е. А. Жуков, В. Ф. Загонек, Н. А. Иванова, Л. В. Кабачек, М. А. Канеев, В. Л. Кашутова, М. Г. Козелл, М. А. Козловская, Б. В. Корнеев, М. К. Копытцева, А. П. Коровяков, Б. В. Котик, С. П. Ласточкин, А. Н. Либеров, Н. П. Медовиков, А. В. Можаев, Н. А. Мухо, А. А. Мыльников, Л. Н. Орехов, С. И. Осипов, Ю. С. Подляский, Е. М. Поздняков, С. И. Привиденцев, С. А. Ротницкий, Г. А. Савинов, В. С. Саксон, А. М. Семёнов, А. Н. Семёнов, А. И. Соколов, В. В. Соколов, Г. П. Татарников, В. К. Тетерин, Н. Е. Тимков, М. Е. Ткачёв, С. А. Толкачёв, Ю. Н. Тулин, А. С. Чеснокова и другие.
В целом состояние предвоенной ленинградской пейзажной живописи характеризовалось наличием нескольких направлений, естественно дополнявших и одновременно конкурировавших друг с другом, каждое из которых имело своих талантливых представителей. Общим для них являлось реалистическое начало, обращение к современности, принадлежность к одной творческой организации, участие в общих выставках. Такое положение создавало благоприятные условия для развития жанра.

## 1941—1945 годы
В годы войны и блокады ленинградский пейзаж предстал с новой стороны, об этом свидетельствуют сохранившиеся произведения, каталоги выставок военного времени и воспоминания участников событий. Пейзаж передавал непривычный облик города-фронта, по-новому раскрывая его, казалось бы, хорошо знакомые черты. Опустевшие улицы и площади со следами вражеских налётов, обезлюдевшие набережные Невы олицетворяли собой образец воли и выдержки перед лицом тяжёлых испытаний, противопоставляя строгую красоту Ленинграда примитивной силе разрушения.
Посуровевший и вместе с тем поразительно красивый облик города в произведениях блокадных художников был по-своему неотделим от портретов самих ленинградцев, взывая к мужеству, стойкости, утверждая непоколебимую веру в победу над врагом.
Война и блокада унесли жизни многих ленинградских художников, среди них такие мастера пейзажа, как Н. Бубликов, С. А. Власов, В. А. Гринберг, Ю. Ю. Клевер, Н. Ф. Лапшин, Ю. А. Сырнев, Н. А. Тырса. Вместе с ними из ленинградского пейзажа ушли и некоторые своеобразные черты, придававшие ему особую тональность звучания и тонкий лиризм. Можно сказать, что с войной из ленинградского пейзажа ушла одна эпоха, чтобы смениться другой. Трагически сложились судьбы и большей части произведений, остававшихся в мастерских и квартирах ленинградских художников. Практически без потерь пережили блокаду работы единиц, например, В. А. Гринберга (1896–1942), благодаря стараниям родственников и благосклонности судьбы.
По мнению исследователей именно пейзаж дал в годы войны больше всего произведений, которые и по прошествии десятилетий заслуживают высокой оценки за свои художественные качества. Среди них серии гуашей и акварелей Н. Е. Тимкова («На Неву за водой» 1942, «Весна» 1942, «Ленинград в день прорыва блокады» 1943, «Баржи на Неве» 1944), пейзажи В. В. Пакулина («На Исаакиевской площади» 1943, «Зима. Мойка» 1943, «Демидов переулок» 1942, «У Казанского собора» 1942, «Львиный мостик» 1943 – все ГРМ), акварели Б. Н. Ермолаева, темпера М. Г. Платунова («У Академии наук» 1941, «За водой» 1942, «Зимняя канавка» 1942), этюды и картины Л. Н. Орехова, И. К. Скоробогатова, Б. Н. Петрова, Г. Н. Траугота («Зарево» 1942, «Минируют» 1942, «На Неве» 1942), В. Н. Кучумова («Вечер у Зимней канавки», «Набережная Невы у Зимнего дворца», «Площадь Воровского», «У Марсова поля» - все 1942, ГРМ), А. Н. Прошкина («Мойка», «Ленинград. Площадь Репина» - обе 1943, ГРМ), Л. А. Рончевской («Ленинград в блокаде», «Лето 1942 года» – обе 1942, ГРМ), А. И. Русакова («Блокадный пейзаж», «Большой проспект. Блокада» – обе 1943, ГРМ, «Весна 1945 года в Ленинграде» 1945, ГРМ). Важная роль отведена пейзажу в историческом полотне М. И. Авилова «Поединок на Куликовом поле» (1943, ГРМ), в картинах Я. С. Николаева «За что?»(1941, ГРМ), «Площадь Урицкого» (1942, ГРМ). Пейзаж неизменно был представлен на всех выставках художников ленинградского фронта, как в Ленинграде, так и в Москве, начиная с «Первой выставки ленинградских художников в дни Великой Отечественной войны», открытой 2 января 1942 года в залах ЛССХа.
Война изменила отношение к пейзажу. В нём увидели возможность в полный голос говорить о патриотических чувствах, о неизбывной любви к родной земле и родному дому, к нашей истории и культуре. Опираясь на опыт русской живописи и лучших советских мастеров, художники искали такую художественную форму, которая позволила бы убедительно передать ощущения и переживания современника.

## 1946—1959 годы
Уже в 1944–1947 годах в залах ЛССХ и ГРМ прошли выставки, на которых пейзаж был представлен особенно широко. Это «Выставка пяти» с участием В. В. Пакулина, персональные выставки Н. А. Тырсы, С. Г. Невельштейна, В. А. Гринберга, Н. Е. Тимкова. В 1946 году на баланс ЛССХ передаётся бывшая усадьба Шаховских в Старой Ладоге для устройства творческой базы художников. В 1948 году открывается для художников творческая база на Академической даче под Вышним Волочком.  Оба эти события сыграли исключительную роль в развитии ленинградской пейзажной живописи. На протяжении 1940-1980-х годов там будут созданы сотни произведений пейзажной и пейзажно-бытовой живописи лучшими мастерами этого жанра, в том числе Н. Е. Тимковым, В. Ф. Загонеком, В. Ф. Токаревым, С. И. Осиповым, И. М. Варичевым, Д. И. Маевским, А. Н. Семёнов, В. А. Баженовым, Н. М. Позднеевым, Н. Н. Брандтом, В. И. Овчинниковым, С. Г. Невельштейном, А. И. Васильевым и другими. Для многих живописцев Академичка станет главной пейзажной мастерской. Художники обзаведутся там дачами и станут ежегодно проводить в этих живописных местах по многу месяцев.
Расширяется география творческих командировок ленинградских художников. Она включает новостройки на Волге, в Сибири, целинные земли, Каспий, Урал и Алтай, Заполярье и многие другие районы. Они обогащали новыми впечатлениями и этюдным материалом и помогали определиться с выбором жанровых пристрастий, подготовив подлинный взлёт ленинградской пейзажной живописи. Популярен в эти годы панорамный пейзаж, получивший развитие в произведениях Г. П. Татарникова, В. И. Овчинникова, Н. Е. Тимкова, П. Н. Боронкина, В. А. Баженова, В. И. Викулова, А. Г. Гуляева,  Я. А. Голубева.
К началу 1950-х годов сформировались основные видовые направления в ленинградской пейзажной живописи. Существенно расширились тематические границы жанра, что заметно отличало пейзаж от такого, каким мы видели его на последних предвоенных выставках. Одной из ведущих для него стала тема послевоенной колхозной деревни. Изображение природы и крестьянской жизни с характерными приметами времени часто включались в тематические композиции. Примерами могут служить работы А. А. Мыльникова «На мирных полях» (1949, ГРМ), В. Д. Авласа «Колхозный пейзаж» (1951), П. Н. Боронкина «На току» (1950), П. Д. Бучкина «На полевом стане осенью» (1951), В. Вальцева «Колхозный пейзаж» (1951), В. Ф. Загонека «Весенний день» (1952), Ю. С. Подляского «Зябь поднята» (1950), Н. Е. Тимкова «Огни колхозной ГЭС» (1951), М. Е. Ткачёва «Уборка урожая» (1951) и многих других. Позднее А. А. Мыльников использовал этот приём в своей картине «Утро» (1972), в 1960-1980 годы к нему активно обращались В. Ф. Загонек («Цветёт черёмуха», 1964, ГРМ), В. В. Ватенин («Море и дети», 1971), Ю. С. Подляский («Они начинали Братскую ГЭС», 1959, ГТГ), Б. В. Корнеев («Освоение Севера», 1960),  Н. М. Позднеев («Весенний день», 1959), Л. А. Острова («Родные просторы», 1961), Г. А. Савинов («День Победы», 1975, «На Волге в годы гражданской войны», 1980), В. В. Соколов («Костры походные», 1957), В. Ф. Токарев («Утро», 1967), В. И. Тюленев («Улица детства» 1972, «Рассвет. С ночного» 1965), Б. И. Шаманов («У родника», 1969), А. А. Яковлев («Счастливая», 1969) и многие другие ленинградские живописцы.
Большую группу образуют пейзажи центральной и северной России, Поволжья, Приднепровья, Прибалтики, Дона, Урала, Крыма, Приморья, Кавказа, развивавших тему Родины в её широком и современном прочтении. Среди них работы Н. И. Андронова «Волга вечером» (1951), Л. К. Богомольца «По Амуру. Плотовщики» (1947, ГРМ), «Прибой» (1949), Р. В. Вовкушевского «Вечер в горах» (1951), Я. А. Голубева «Карельский пейзаж» (1950), В. А. Горба «Шторм в Пумпури» (1950), А. А. Ефимова «В Шелонских лесах» (1950), Ф. Э. Заборовского «Волжские огни», «Город на Волге» (обе 1951), Е. Е. Моисеенко «Гурзуф» (1950), С. И. Осипова «На Волге» (1951), В. Л. Кашутовой «На Каспии» (1951), А. А. Мыльникова  «Пейзаж с дорогой» (1947), «В лесах Башкирии» (1950), В. И. Овчинникова «На Волге» (1951),  Г. П. Татарникова «В полдень» (1949), «Волжский пейзаж. Солнечный день» (1950),  Т. Т. Шевченко «Рижский залив» (1950) и другие.
К ней близка тема современного облика древнерусских городов, в особенности северо-восточной Руси – Пскова, Изборска, Новгорода, Ростова Великого, Твери, Старицы, Кеми, Борисоглебска, Старой Ладоги, с их архитектурными памятниками и укладом жизни. В 1950-1980 годы она нашла своё воплощение в творчестве С. И. Осипова, В. К. Тетерина, А. Н. Семёнова, В. И. Овчинникова, К. А. Гущина, М. А. Канеева, В. И. Борисова, Н. Н. Галахова, Д. В. Беляева и других. Среди созданных ими поэтических образов картины «Мостик через Пскову» (1958), «В Старой Ладоге» (1963), «В Суздале» (1968), «Дом с аркой» (1972), «Зима в Старице» (1974) С. И. Осипова, «Галич. Вид на озеро» (1965), «Торжок. Снежный день» (1968), «Изборск. Крепость», «Кострома. Зимний мотив» (1974)  А. Н. Семёнова, «Уголок Суздаля» (1962), «Гороховец» (1971) К. А. Гущина, «Новгородская улица» (1966), «Кижи» (1967), «Псковский Кремль» (1979) М. А. Канеева, «Собор Георгия в Старой Ладоге» (1971), «Церковь Георгия» (1972), «Старица» (1974) В. И. Овчинникова, «Старая церковь в Кеми» Н. Н. Галахова, «Дворик. Ростов Великий» (1965), «Торжок утром» (1972)  А. М. Семёнова и другие.
Особую группу образуют пейзажи, написанные в эти годы в окрестностях Академической дачи и на Волхове в Старой Ладоге. Среди них работы С. Г. Невельштейна «Осень в окрестностях Академической дачи» (1946), «Перед грозой» (1948), В. А. Баженова «Мстинское водохранилище», «Начало весны» (обе 1951), В. Ф. Загонека «Академическая дача» (1951). В последующие годы созданные там произведения составят значительный пласт ленинградской пейзажной живописи, огромный по масштабу и разнообразный стилистически. В круг художников Старой Ладоги позднее войдут И. М. Варичев, Н. Е. Тимков, Б. В. Корнеев, М. А. Козловская, Д. В. Беляев, В. И. Овчинников, С. И. Осипов, И. И. Лавский,  А. М. Семёнов, П. Д. Бучкин, И. И. Годлевский, В. А. Баженов,  и другие мастера пейзажа.
Традиционно представительную группу составили в эти годы пейзажи Ленинграда и его пригородов, наполнившиеся после войны и блокады новым смыслом и вызывавшие к себе особый интерес и влечение художников. Среди них работы В. М. Белаковской «Буксиры на Малой Неве» (1946), А. С. Ведерникова «Туман на Неве у Тучкова моста» (1947, ГРМ), И. Л. Лизака «Осень. Канал Грибоедова», «Канал Грибоедова. Утро», «Юсуповский сад» (все – 1947, ГРМ), В. И. Викулова «Дворцовая площадь» (1949), Я. А. Голубева «Спокойный день» (1951), В. А. Горба «Юкки. На краю рощи» (1949), К. С. Джакова «У стадиона им. С. М. Кирова» (1950), А. Д. Зайцева «На Неве» (1947), Н. А. Ионина «Набережная Невы. Вид на Васильевский остров» (1948), О. Н. Карташов «Под Ленинградом» (1950), Ш. Н. Меламуда «Невский проспект во время реконструкции 1951 года» (1951), Я. С. Николаев «Вечерний пейзаж. Вид на Финский залив» (1951), В. И. Овчинникова «Васильевский остров. Гавань» (1946), «На Кировских островах. Ленинград» (1950), В. В. Пакулина «Новый Ленинград», «На Неве» (обе 1951), Ю. С. Подляского «Дудергофские высоты» (1951), «Вечер под Ленинградом» (1952, ГРМ), А. Н. Прошкина «Мойка» (1946, ГРМ), «Весенний ленинградский пейзаж» (1950), «Ленинград. Невский проспект» (1951), В. Н. Прошкина «Невский проспект» (1951), Н. П. Штейнмиллер «Ленинградский пейзаж» (1951), Л. Б. Януша «Предвесенняя лазурь» (1951), Н. В. Перцева «Ленинград. Сумерки» (1950, ГРМ) и многие другие. В 1950-1970 годы в жанре ленинградского пейзажа много работали М. А. Канеев,  А. М. Семёнов,  Г. П. Татарников, А. П. Коровяков, Н. А. Мухо, А. А. Ненартович, А. Н. Семёнов и другие.
К тематической картине был близок своими задачами индустриальный пейзаж, решаемый ленинградскими художниками, как правило, в форме пейзажа-картины с развитой сюжетной основой. Примерами могут служить работы Н. Н. Галахова «Здесь будет Куйбышевская ГЭС» (1951), Г. В. Павловского «На стройках коммунизма» (1951), В. Подковырина «Первенец электрификации СССР (Волховская ГЭС им. В. И. Ленина)» (1951),  Г. А. Савинова «Прокладка газопровода» (1950). В 1950-1970 годы этот вид пейзажной живописи займёт одно из ведущих мест в творчестве ленинградских художников.
Особое место в тематической структуре жанра принадлежало марине. До войны в этом виде пейзажа успешно работал художник Н. Е. Бубликов («Линкор «Парижская Коммуна» в Бискайском заливе, 1932, «Проводка судов ледоколом «Ермак», 1940). В 1952 году в Ленинграде была создана студия военных художников-маринистов. Первым её художественным руководителем стал М. И. Авилов. Работа студии позволила вовлечь в круг художников-маринистов таких мастеров, как В. А. Печатин, К. Н. Славин, С. Ф. Бабков, А. С. Бантиков,  Л. П. Байков, А. И. Васильев, А. Г. Ерёмин, А. А. Ефимов, Г. А. Калинкин, С. В. Пен и других. Среди написанных ими произведений будут «Линейный корабль «Севастополь» на Севастопольском рейде» (1954) В. А. Печатина, «Тральщики в боевом походе» (1954) К. М. Соболевского, «Баренцево море» (1956) Л. К. Богомольца, «Бенгальский залив» (1956), «В Средиземном море» (1957), «Теплоход «Краснодар» в порту Визагапатам (Индия)» (1957) А. С. Бантикова, «Каспий. Суда ночью» (1958) В. И. Овчинникова, «В заливе Халонг», «Аравийский берег» (обе - 1962) В. А. Баженова, «У берегов Баренцева моря» (1968) А. Г. Ерёмина, «У берегов Чукотки» (1972)  Л. П. Байкова, «Кронштадский пейзаж» (1973) О. С. Гадалова, «В штормовом океане» (1975) К. Н. Славина, «Графская пристань» (1984) С. В. Пена, «Полным ветром» (1988) Е. Р. Чупруна, «Учебный корабль «Смольный» на Стамбульском рейде» (1989), «Ледоколы «Таймыр» и «Вайгач» у мыса Челюскин» (1990) В. П. Яркина и многие другие.
В эти же годы в мастерских Академии художеств, в СХШ и ЛВХПУ обучалась большая группа живописцев, которым предстояло внести свой весомый вклад в ленинградскую пейзажную живопись 1950-1980 годов. Среди них были В. А. Андреев, И. М. Балдина, Н. Н. Баскаков, Д. В. Беляев, И. М. Варичева, Р. И. Вовкушевский, Э. Я. Выржиковский, Н. Н. Галахов, К. А. Гущин, О. А. Еремеев, В. Ф. Загонек, М. А. Козловская, А. И. Комаров, Я. И. Крестовский, Б. М. Лавренко, П. П. Литвинский, Н. Г. Ломакин, О. Л. Ломакин, В. Е. Малевский, Л. Я. Миронов, К. Г. Молтенинов, В. В. Монахова, А. А. Ненартович, Д. Г. Обозненко, И. М. Пентешин, Г. А. Песис, В. М. Петров-Маслаков, Н. М. Позднеева, В. Б. Преображенский, В. В. Прошкин, А. Д. Романычев, В. Ф. Руднев, Ф. В. Савостьянов, В. И. Селезнёв, Ю. И. Скориков, К. Н. Славина, А. И. Смирнов, Ф. И. Смирнов, В. Ф. Токарев, П. П. Уткин, А. В. Фёдоров, Л. А. Фокин, П. Т. Фомин и другие. К проблемам пейзажа многие из них впервые обратились ещё в институте при работе над дипломной картиной. Примерами могут служить работы «Ленинград в дни блокады» (К. Титов, 1946, мастерская Б. Иогансона), «Материнство. В парке» (В. Кашутова, 1947, мастерская Б. Иогансона), «Сбор урожая» (В. Любимова, 1947, мастерская А. Осмёркина), «Освобождённый Кишинёв» (С. Привиденцев, 1947, мастерская Р. Френца), «Сбор урожая» (П. Дербизова, 1948, мастерская М. И. Авилова), «Альпинисты» (Р. И. Вовкушевский, 1949, мастерская В. Орешникова), «Уголок нашей Родины» (С. Земблинов, 1949, мастерская Б. Иогансона), «На освобождённой земле» (Р. Зенькова, 1949, мастерская Б. Иогансона), «Парусный спорт. Яхтклуб» (М. Тиме, 1949, мастерская Р. Френца), «Весна в колхозе» (В. Ф. Загонек, 1950, мастерская Б. Иогансона), «Ленинградский пейзаж» (А. Левушина, 1950, мастерская М. И. Авилова), «Весна на Неве» (Т. Саглина, 1950), «Строительство Иртышской ГЭС» (М. Козловская, 1952, мастерская Б. Иогансона) и другие.
Картину развития пейзажа в 1950-е годы дают выставки 1957-1960 годов, и прежде всего юбилейные выставки 1957 года в ГРМ и Всесоюзная художественная выставка в Москве, осенняя ленинградская 1958 года, выставки 1960 года в ГРМ и первая республиканская «Советская Россия» в Москве. Этапным для ленинградской пейзажной живописи стал 1957 год, итоги работы первого Всесоюзного съезда советских художников и юбилейной всесоюзной художественной выставки в Москве. Они дали простор развитию жанра пейзажа, дополнительный импульс к поиску яркой художественной типизации и образных обобщений пейзажных мотивов и сюжетов.
Среди достижений ленинградской пейзажной живописи 1950-х можно назвать работы «Вечер» (1957), «Ледоход» (1960) Н. А. Абрамова, «Осень» (1959) Э. С. Арцруняна, «Индустриальные огни» (1957), «Спуск на воду танкера «Пекин» (1960) В. А. Баженова, «На Неве» (1957)  Л. П. Байкова, «На поле» (1957) Л. К. Богомольца, «Возвращение с покоса» (1957) И. М. Варичева, «Весенний дождик» (1959) Э. Я. Выржиковского, «Гроза над Волгой» (1957), «Северная весна» (1960) Н. Н. Галахова, «Утро индустриальной Невы» (1960) К. С. Джакова, «Северная пристань» (1957), «Кижи» (1960) А. Г. Ерёмина, «Байкальский мотив» (1960)В. Ф. Загонека, «Весна на малой Охте» (1959) С. Е. Захарова, «Ленинград. Улица Гороховая» (1959) М. А. Канеева, «На Жигулёвском море» (1957) О. Н. Карташёва, «Сельский пейзаж» (1960)  Б. В. Котика, «Северная река» (1960) Н. Г. Ломакина, «Колхозные поля» (1957) Г. К. Малыша, « В старом Ханьчжоу» (1956)  А. А. Мыльникова, «Вечер» (1959) М. Д. Натаревича, «Приднепровье» (1957), «Ночь» (1957) В. И. Овчинникова, «После дождя» (1957)  С. И. Осипова, «На Днепре» (1957), «Новгород» (1960) Ф. И. Пакуна, «На окраине» (1960) Г. А. Песиса, «У истоков Ангары» (1957)  Ю. С. Подляского, «Весной» (1958) Н. М. Позднеева, «На Волге» (1957) А. Т. Пушнина, «Чусовая. Осенний день» (1957), «Осень на Урале» (1959) И. Г. Савенко, «Ленинградский пейзаж» (1959) Г. А. Савинова, «На Неве» (1960) Ф. В. Савостьянова, «В Листвянке» (1959)  В. С. Саксона, «Любимый город» (1957) А. К. Соколова, «Весенний поток» (1957) В. В. Соколова, «Здесь будет город заложен» (1957), «Вечерний Невский проспект» (1960)  Г. П. Татарникова, «Лёд идёт» (1957), «Вечер. Сиреневый час» (1959), «Октябрь. Первый снег» (1960) Н. Е. Тимкова, «Парк. Лесотехническая академия» (1959) Ю. Н. Тулина, «Майский вечер» (1957) Б. С. Угарова, «Берег Ладоги» (1956) П. Т. Фомина, «На пастбищах Алагеза» (1956) З. А. Хачатряна, «Сумерки» (1960) Н. П. Штейнмиллер, «Бугульма. Осень» (1957) Л. С. Язгура.

## 1960—1980 годы
В 1960—1970-е годы язык пейзажной живописи становится значительно богаче. Декоративные решения соседствуют с традиционной тональной живописью, цветовые контрасты – с тонкими колористическими нюансами. Ленинградскую пейзажную живопись 1950-1980 годов выделяли богатство сюжетов и тем, разнообразие самих типов пейзажей – от монументально-эпического до камерного и от сюжетно-повествовательного до чисто лирического и пейзажа настроения. Такая многовекторность говорит о реально сложившемся многообразии творческих направлений и стилистических предпочтений в творчестве ленинградских художников. По мнению А. А. Фёдорова-Давыдова, в этом богатстве видов пейзажа и в различии творческих течений внутри искусства эпохи социалистического реализма «находила своё продолжение одна из хороших традиций русской пейзажной живописи».
На ретроспективной выставке «Изобразительное искусство Ленинграда» (1976, Москва) наряду с другими жанрами широко был представлен пейзаж, охвативший работы ленинградских мастеров этого жанра за более чем полвека. Примерами работ 1960-1970-х годов стали показанные на выставке «Гроза» (1969) Л. К. Богомольца, «Ласточки» (1972) Н. Н. Брандта, «Оредеж» (1967), «Перед дождём» (1969) И. М. Варичева, «Площадь Ленина» (1969) В. И. Викулова, «Исаакиевская площадь» (1957), «Торжок. Начало зимы» (1961) Э. Я. Выржиковского, «Северный край» (1972) Н. Н. Галахова, «Вечернее катание на теплоходах» (1969) И. И. Годлевского, «Весенняя гроза» (1963)  Я. А. Голубева «Красноярские столбы» (1960) Я. А. Голубев, «Судак. Генуэзская крепость» (1971) Г. П. Егошина, «Утро» (1960, ГРМ), «Гроза прошла» (1961, ГРМ), «Балтика» (1967)В. Ф. Загонеком, «На бывшей Сенной площади» (1959), «Мост строителей» (1964) М. А. Канеева, «Алтай» (1964) М. А. Козловской, «Осень на реке Мойке» (1969) В. И. Коровина, «Северная весна» (1972)  Б. В. Котика, «Белая ночь» (1967) Я. И. Крестовского, «Пейзаж с деревом. Красная горка» (1967) И. Л. Лизака, «Северная деревня» (1960) Н. Г. Ломакина, «Донбасс» (1967)  Г. К. Малыша, «Родные места» (1959) Е. Д. Мальцева, «Весна» (1972) А. А. Мыльников, «Белая ночь» (1969) Я. С. Николаева, «Ива цветёт» (1963) Д. Г. Обозненко, «Моряна (Каспий)» (1959), «Вечер в деревне» (1967) В. И. Овчинникова, «Голубая зима» (1968)  С. И. Осипова, «В краю таёжном» (1961), «Тропа вдоль реки» (1964) В. М. Петров-Маслакова, «Весна в Ленинграде» (1957)  С. И. Привиденцева, «Пулково» (1961) Е. Е. Рубина, «Чусовая. Осенний день» (1957), «Утро геологов» (1969) И. Г. Савенко, «Ленинград» (1967)  А. М. Семёнова, «Вид Суздаля» (1971)  А. Н. Семёнова, «Весна» (1972) К. Н. Славина, «День золотой осени» (1969) Ф. И. Смирнова, «К весне» (1961), «Первый снег» (1967) В. В. Соколова, «Канал Грибоедова. Весна» (1967) И. В. Суворова, «Конец лета» (1966) В. К. Тетерина,  «Волхов. Последний снег» (1967), «Петроградская сторона» (1964) Н. Е. Тимкова, «Синие воды» (1964), «Ветрено» (1967) П. Т. Фомина, «Лето. Путь на перевал» (1968) Р. Френца, «На Волхове» (1967) Н. А. Фурманкова и ряд других.
В целом, выставки 1970-1980-х годов показали присущее ленинградским мастерам умение специфическими средствами пейзажной живописи глубоко отображать эпоху, их стремление «выражать мысли и чувства людей не менее ярко, нежели сюжетная живопись, и быть наряду с ней зеркалом эпохи».

## Критика и наследие
Лучшее из обширного наследия ленинградских мастеров пейзажной живописи 1920-1990 годов находится сегодня в художественных музеях России, в многочисленных частных собраниях. Их творчеству посвящены статьи и монографии, опубликованные в России и за рубежом.
С конца 1980-х благодаря выставкам и аукционам ленинградской живописи искусство В. И. Овчинникова, В. А. Баженова,  А. Н. Семёнова, Н. Е. Тимкова, И. И. Годлевского, В. В. Голубева, Н. Н. Брандта, И. М. Варичева, А. Б. Грушко, Ф. И. Пакуна, Г. П. Татарникова, В. А. Отиева и других узнали и оценили в Европе и США, позднее в Китае.
Современная пейзажная живопись Петербурга в своём развитии опирается на лучшие традиции и достижения ленинградских мастеров пейзажа. Это побуждает исследователей обращаться к его опыту и истории. Одним из обсуждаемых вопросов остаётся отношение к искусству 1920-1930-х годов и в частности к творчеству ленинградских пейзажистов в предвоенный период. Некоторые исследователи выделяют группу «маркистов», противопоставляя их остальным художникам и даже признавая за этой группой едва ли не исключительные права именоваться «ленинградской школой пейзажной живописи». Среди представителей этой линии были талантливые художники, как, например А. С. Ведерников, Н. Ф. Лапшин, В. А. Гринберг, обогатившие ленинградскую живопись не только значительными произведениями в жанре городского пейзажа, но и сформировавшие в нём определённое направление. Вместе с тем, сама группа художников, выражавшая эту линию, не была ни многочисленной, ни однородной. К ней относят и некоторых мастеров, более известных своими работами в книжной и станковой графике. По мнению С. В. Иванова, «характерное видение городского пейзажа, последовательно культивировавшееся художниками этой линии, предопределило известную стилистическую замкнутость в их творчестве второй половины 1930-х, некоторую одномерность, позволяющую говорить о ней как не более чем об одном из направлений в ленинградской пейзажной живописи середины 1930-х – начала 1940-х годов».
В конце 1980-х годов в своей монографии, посвящённой творчеству художника А. И. Русакова, известный искусствовед М. Ю. Герман так писал по этому поводу: «Ленинградский пейзаж Русакова 1930-х годов, казалось бы, естественным образом вписывается не только в искания и лучшие находки «Круга», но и в то художественное явление, которое скорее по традиции, нежели с аргументированным основанием, называют «ленинградской школой». Об этой проблеме следует сказать особо. Рядом с Русаковым и одновременно с ним работают превосходные тонкие мастера пейзажа, тесно связанные с ленинградской темой, часто обращающиеся к близким мотивам и даже близким сюжетам, мастера, испытавшие почти те же влияния, прошедшие схожую школу, художники, отмеченные близостью к интеллигентной, хорошего вкуса, сдержанной до аскетизма «петербургской традиции». Об этой традиции, даже о самом её существовании много спорили, но игнорировать её существование бессмысленно – сами споры свидетельствуют о том, что предмет для них существует. В это понятие входят и комплекс мотивов, облагороженный спецификой строгого петербургского зодчества и сдержанностью северной природы, и мирискуснические тенденции, и некая сдержанность, традиционно противопоставляемая московской колористической щедрости. Можно ли, исходя из сказанного, говорить о «ленинградской школе» 1930-х годов? Как о цельном, концентрированном явлении с общими корнями, принципами и целями — едва ли. Художники, о которых идёт речь, — Лапшин, Ведерников, Тырса, Карев, Гринберг, Верейский, Остроумова-Лебедева, Пакулин, Успенский и другие, — не все были единомышленниками; многие из них едва были знакомы, а то, что порой роднило их работы, лежало скорее не в сути их индивидуальностей, но в атмосфере петроградско-ленинградской художественной культуры, «омывавшей», так сказать, их внутренние миры, но не определявшей их. Конечно, интерес к традиции новой французской школы, немногословие при внутренней насыщенности, культура неизменно сдержанного колорита — это было у многих из них. Разумеется, можно отыскать прямую близость мотивов, скажем, у Русакова и Ведерникова, даже почувствовать у обоих реминисценции Марке, но впечатление это будет совершенно поверхностным и останется скорее в области схожих сюжетов и степени лаконизма».
Ещё раньше на ошибочность сведения понятия «ленинградского пейзажа» к изображению города и творчеству художников, тяготевших к этой теме, указывали В. А. Гусев и В. А. Леняшин в статье «Искусство Ленинграда» (журнал «Художник», 1977, № 4) в связи с большой ретроспективной выставкой «Изобразительное искусство Ленинграда» в Москве. По их мнению, о ленинградском пейзаже мы говорим «не только тогда, когда видим на полотне черты города-музея, когда узнаём великолепную строгость проспектов, спокойную гладь Невы, бережно несущей отражение бесценных памятников, и словно прислушиваемся к негромкой мелодии белых ночей. Но и в тех случаях, когда воплощается контакт с чистой природой, как в пейзажах П. Т. Фомина, И. Г. Савенко, В. Ф. Загонека, Ф. И. Смирнова. Разные это художники, различны излюбленные ими мотивы и способы выражения. Но объединяет их Ленинград, город, в котором формировался их талант».
Мнение А. Струковой о том, что термин «ленинградская школа пейзажной живописи» «употреблялся до 1989 года», то есть до его критики М. Ю. Германом, не находит подтверждения. Осторожные попытки Л. В. Мочалова впервые предложить такую интерпретацию «ленинградской пейзажной школы» в 1976 году не встретили понимания. В дальнейшем Л. В. Мочалов к выражению «ленинградская школа пейзажной живописи» применительно к творчеству этой группы художников не обращался. Значительно позднее он стал причислять их к так называемому «третьему пути» в ленинградском искусстве – выдвинутой им оригинальной теории, в которой первые два «пути» по мнению автора занимали официальное искусство и андеграунд.
В. А. Гусев и В. А. Леняшин писали в этой связи: «Встречались и встречаются попытки закрепить понятие «ленинградская школа» за каким-то, пусть очень важным, но всё же фрагментом творчества ленинградских художников — то за живописью мастеров «Круга», то за скульптурой А. Матвеева и его последователей, то за ленинградской книжной иллюстрацией. Это действительно непререкаемые ценности. И всё-таки «ленинградское искусство» — понятие более ёмкое, многомерное, основанное на внутреннем творческом взаимодействии явлений, самых разных по масштабу, интонации, характеру. В нём сливаются мощная, набатная гражданственность, острая публицистика и тихий лиризм, решения сложные, порой экспериментальные и ясные, традиционные. В этом понятии — единство художников разных поколений. Это тесная преемственность, неуклонное движение вперёд. Движение неторопливое, неспешное, но уверенное, основанное на высоком понимании искусства».